# Время ведьм (фильм, 2010)
«Время ведьм» — американский приключенческий фильм, режиссёра Доминика Сены. Главные роли в фильме исполнили Николас Кейдж и Рон Перлман. Фильм вышел на экраны 6 января 2011 года.

## Сюжет
Время действия фильма — XIV век. После падения Смирны в ходе Крестового похода (1343—1348) и кровавой резни гражданского населения, устроенной крестоносцами, у двух рыцарей из Тевтонского ордена Бэймана фон Бляйбрука и Фелсона «открываются глаза» на происходящее, друзья приходят к выводу, что подобные действия слуг церкви «не могут быть угодны Богу», о чём открыто высказывают гроссмейстеру Тевтонского ордена и дезертируют из армии.
Герои возвращаются в Европу в самый разгар пандемии бубонной чумы «Чёрная смерть». В Марбурге в герцогстве Штирия находящийся при смерти кардинал Д’Амбруаз обвиняет Бэймана и Фелсона в дезертирстве, но обещает снять обвинения, если они выполнят важную миссию: доставят молодую крестьянку Анну, которая, по мнению церковников, является «ведьмой», наславшей чуму на целую округу, в далёкий монастырь, где с помощью тамошних монахов её колдовство должно быть «развеяно». Бэйман и Фелсон соглашаются, однако Бэйман выставляет своё условие: над девушкой должен свершиться справедливый суд.
Вместе с рыцарем Иоганном Экхартом, священником Дебельзаком и проводником Хагамаром они отправляются в дальний путь. Тем временем престарелый кардинал умирает, и его слуга, потомок рыцарского рода Кай фон Волленбарт отправляется вслед за конвоем, чтобы присоединиться к нему, что удается ему не без труда. Крестоносцы поначалу считают девушку «оклеветанной», но вскоре, после череды мистических происшествий, приходят к выводу, что кардинал был прав. Спутники Бэймана и Фелсона гибнут один за другим. Экхарт погибает, напоровшись на меч Кая, приняв его за свою дочь (которая на самом деле умерла от чумы), Хагамар гибнет в Вормвудском лесу, будучи разодранным волками.
Добравшись до монастыря, друзья обнаруживают, что все монахи умерли от чумы, а книга с особыми молитвами («Ключ Соломона»), которая может помочь развеять колдовство, и является главной целью могущественного демона, который вселился в крестьянку и выдавал себя (в теле крестьянки) за ведьму (это выясняется при проведении священником ритуала очищения, во время которого Анна прерывает ритуал и оживляет кошмары Бэймана, после чего шокированный Дебельзак заявляет: «Это не ведьма! Это не ведьма!» и начинает обряд экзорцизма). После схватки с оживлёнными тёмной магией демона монахами, а затем и с самим демоном, в живых из всей группы остаётся только молодой оруженосец, который успел дочитать молитвы из книги и изгнать демона. Смертельно раненый в схватке Бэйман перед смертью видит молодую крестьянку, которая теперь свободна от демона, и просит Кая беречь её.
В конце фильма Кай и Анна стоят перед могилами Дебельзака, Бэймана и Фелсона. Анна просит Кая рассказать о своих спасителях, после чего они уезжают вместе с книгой.

## В ролях
| Актёр               | Роль                       |
| ------------------- | -------------------------- |
| Николас Кейдж       | рыцарь Бэйман фон Бляйбрук |
| Рон Перлман         | рыцарь Фелсон              |
| Стивен Кэмпбелл Мур | священник Дебельзак        |
| Стивен Грэм         | Хагамар                    |
| Ульрих Томсен       | рыцарь Иоганн Экхардт      |
| Клэр Фой            | одержимая крестьянка Анна  |
| Роберт Шиэн         | Кай фон Волленбарт         |
| Кристофер Ли        | кардинал Д’Амбруаз         |

## Отзывы
Картина получила в основном отрицательные отзывы кинокритиков. На Rotten Tomatoes у фильма 11 положительных рецензий из 110. На Metacritic — 28 баллов из 100 на основе 27 обзоров. Роджер Эберт оценил фильм в 2 звезды из 4-х.